# Бидбид
Би́дбид (араб. بدبد‎) — город в мухафазе Эд-Дахилия, Оман.
Бидбид расположен в ущелье Самаил, которое отделяет Западный Хаджар от Восточного Хаджара и даёт доступ внутренним территориям страны к Оманскому заливу. В городе проживает более 7 000 жителей. 

## История
Будучи молодым офицером, членом спецподразделения SAS, будущий исследователь Ранульф Файнс был отправлен в Бидбид в 1968 году для обучения людей, которые должны были принять участие в Дофарской войне. Военный лагерь был расположен на скале над вади. Файнс описывает этот эпизод в своих мемуарах.

## Архитектура
Как и во многих других населенных пунктах региона, в Бидбиде имеется фаладж (ирригационная система) и форт. Бидбидский форт – первый в стране, отреставрированный традиционными методами с использованием оригинальных материалов (засохшей глины, гипса и соломы).

## Климат
| Показатель                    | Янв. | Фев. | Март | Апр. | Май  | Июнь | Июль | Авг. | Сен. | Окт. | Нояб. | Дек. | Год  |
| ----------------------------- | ---- | ---- | ---- | ---- | ---- | ---- | ---- | ---- | ---- | ---- | ----- | ---- | ---- |
| Средний суточный максимум, °C | 24,3 | 24,7 | 28,1 | 33,0 | 37,7 | 38,7 | 37,0 | 35,3 | 34,7 | 33,1 | 28,8  | 25,6 | 31,8 |
| Средний суточный минимум, °C  | 15,9 | 16,3 | 19,4 | 23,3 | 27,4 | 29,0 | 28,6 | 27,3 | 26,0 | 23,2 | 19,2  | 16,9 | 22,7 |
| Норма осадков, мм             | 16   | 24   | 17   | 9    | 3    | 1    | 2    | 2    | 1    | 0    | 5     | 10   | 90   |